# Palazzo Mannajuolo

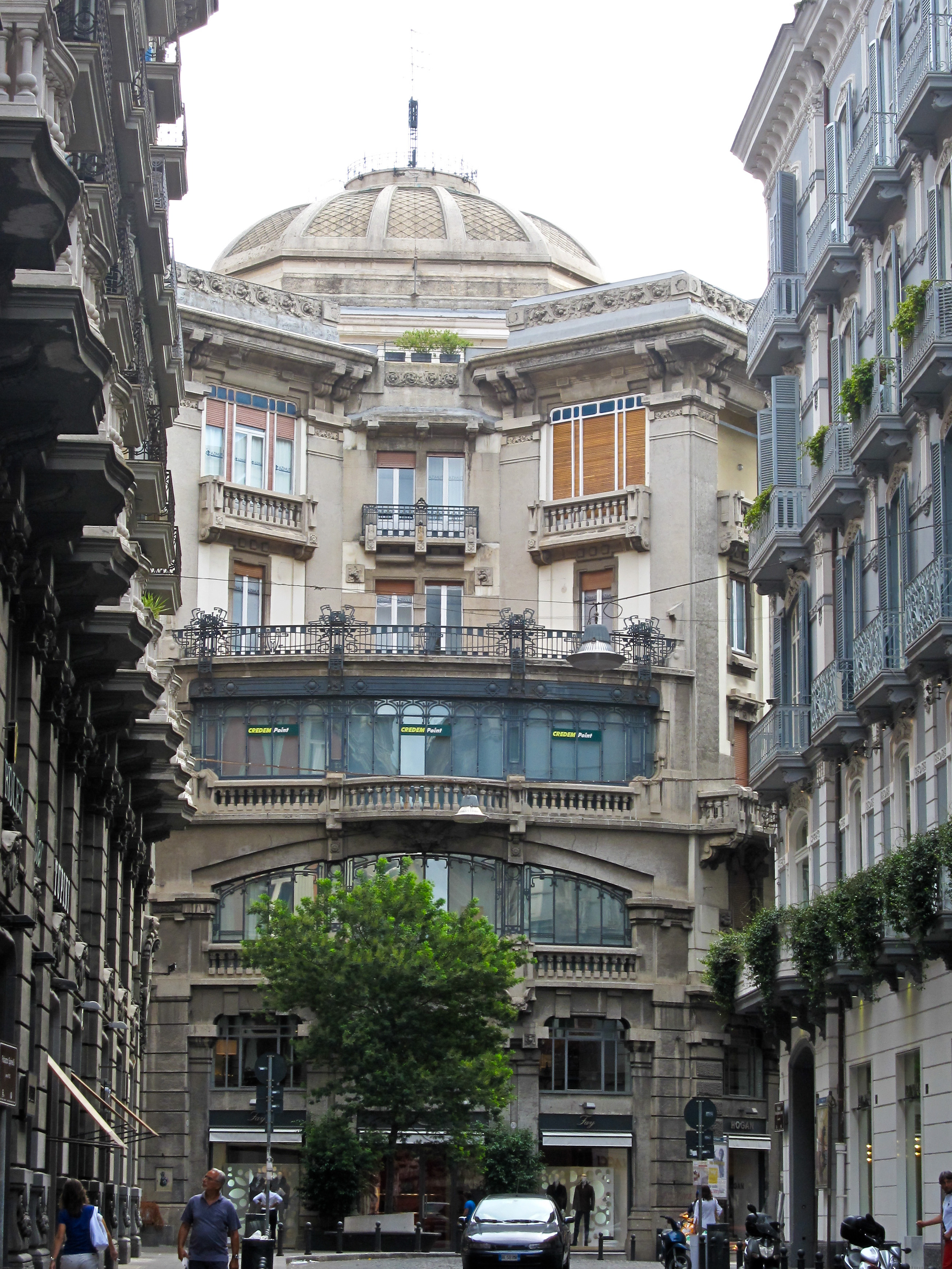
Palazzo Mannajuolo in Napels

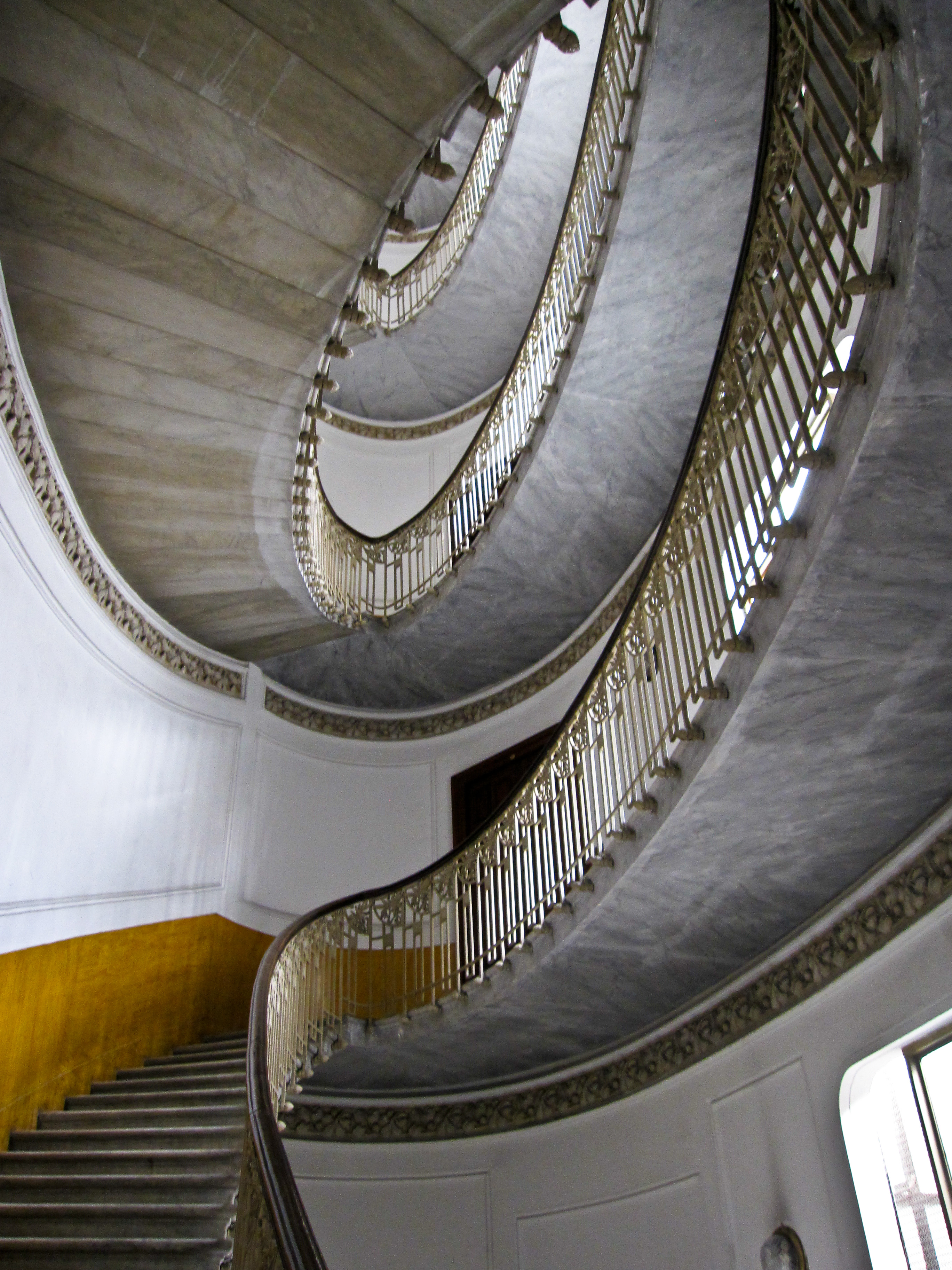
Trappenhal, zijzicht

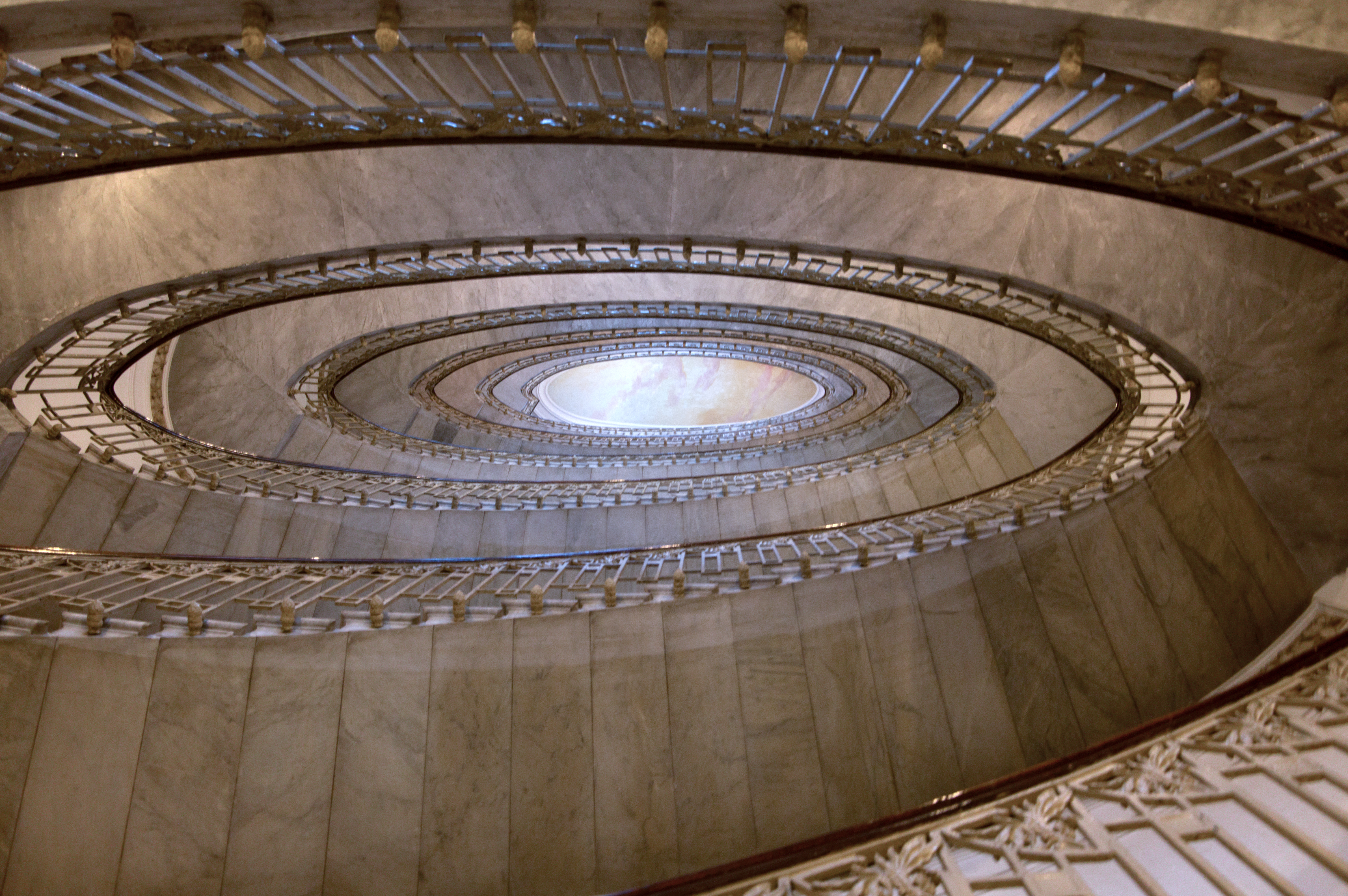
Trappenhal, zicht van onderaan

De Palazzo Mannajuolo is een stadspaleis in Napels, in de Italiaanse regio Campanië. Het is gebouwd in art-nouveaustijl, wat de Italianen doorgaans Liberty stijl noemen. De bouwperiode is 1909-1911.

## Naamgeving
De naam verwijst naar de tweede eigenaar Giuseppe Mannajuolo.

## Historiek
Ingenieur Gioacchino Luigi Mellucci (1874-1942) bezat een bouwterrein in het centrum van Napels, in de wijk Chiaia. Het terrein lag op de hoek van de Via Filangieri en de Via dei Mille. Mellucci was een aanhanger van art nouveau en had al meerdere projecten lopen in Napels. Voor de bouw van zijn stadspaleis liet hij zich bijstaan door architect Giulio Arata en ingenieur Giuseppe Mannajuolo. Mellucci, Arata en Mannajuolo wilden een schoolvoorbeeld van art-nouveaupaleis neerzetten; hun eerste bouwplannen dateerden van 1901. Door de toevoeging van neobarokke elementen creëerden ze hun eigen art-nouveauversie. Voor de barokstijl inspireerden ze zich op Napolitaanse gebouwen van de 17e eeuw.
Het gebouw bestaat uit twee grote vleugels, een in de Via Filangieri en de andere in de Via dei Mille. Op de straathoek worden de beide vleugels verbonden door een halfcirkelvormige structuur met veel vensterglas. Hier bevinden zich salons van waaruit er een breed zicht is op de winkelstraten van Chiaia.
Bovenop de Palazzo Mannajuolo staat een koepel. 
Het kenmerkende aan de centrale structuur is een ellipsvormige trap die de vijf verdiepingen van het gebouw verbindt. Het gaat om een mathematisch correcte ellipsvorm. Vanuit het gelijkvloers geeft de trap de indruk van een slakkenhuis. De marmeren trap bezit een leuning in gietijzer. 
Mannajuolo nam het Palazzo over van Mellucci en gaf er zijn naam aan. Het gebouw bleef verder in privé-bezit. 
De trappenhal wordt als eens gebruikt voor kunstfoto’s of een filmscène, bvb in Napoli Velata (2017).
- Virtual International Authority File: 294787822